# هارم (مقاطعة فسا)
هارم (بالفارسية: هارم) هي قرية تقع في قسم كوشك قاضي الريفي في إيران. يقدر عدد سكانها بـ 381 نسمة بحسب إحصاء 2016.